# Kamienie ozdobne
Kamienie ozdobne (dekoracyjne) – minerały i zwykle jednomineralne skały powstałe w przyrodzie w warunkach naturalnych, odznaczające się dość trwałymi cechami fizycznymi, które po oszlifowaniu i wypolerowaniu wykazują właściwości zdobnicze i znajdują zastosowanie w jubilerstwie oraz sztuce rzeźbiarskiej i rzemiośle artystycznym. 
Kamienie ozdobne stanowią jedną z kategorii kamieni jubilerskich. Kategoria kamieni ozdobnych obejmuje te kamienie, które nie spełniają kryteriów definicji kamieni szlachetnych ani kryteriów definicji kamieni półszlachetnych, do których zalicza się również stałe substancje naturalne pochodzenia organicznego, roślinnego lub zwierzęcego, łącznie z perłami hodowanymi.

## Charakterystyka
Większość kamieni ozdobnych jest zwykle nieprzezroczysta lub półprzezroczysta, a swoje piękno zawdzięcza barwie i wzorom. Kamienie ozdobne są używane nie tylko w jubilerstwie, ale także w rzeźbiarstwie do wytwarzania artystycznych przedmiotów dekoracyjnych i ornamentów. Ich twardość w skali Mohsa wynosi 7 lub mniej. Nie wszystkie kamienie ozdobne są rzadkie. W porównaniu do kamieni szlachetnych, tzw. „Wielkiej Czwórki”, kamienie ozdobne są mniej trwałe i pospolite.

## Przykłady
Przykładami kamieni ozdobnych wykorzystywanych „od wieków” są m.in. rodochrozyt, howlit, malachit, turkus, lapis lazuli, odmiany chalcedonu (agat, chryzopraz, heliotrop, karneol, onyks, sardonyks i inne), sodalit, rodonit, kamień księżycowy, amazonit, labradoryt, kamień słoneczny, jaspis i kwarcowe tygrysie oko.

Kamienie ozdobne – kamyki
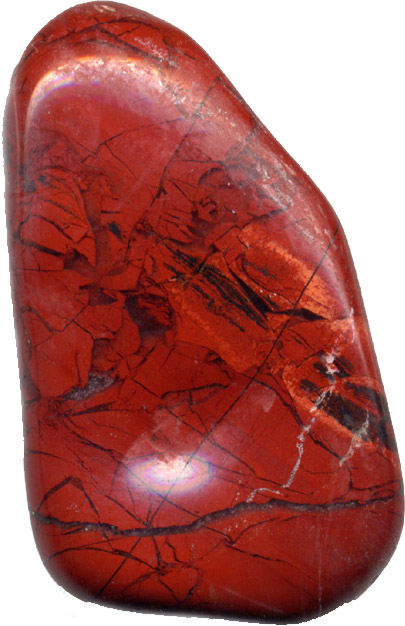
Jaspis
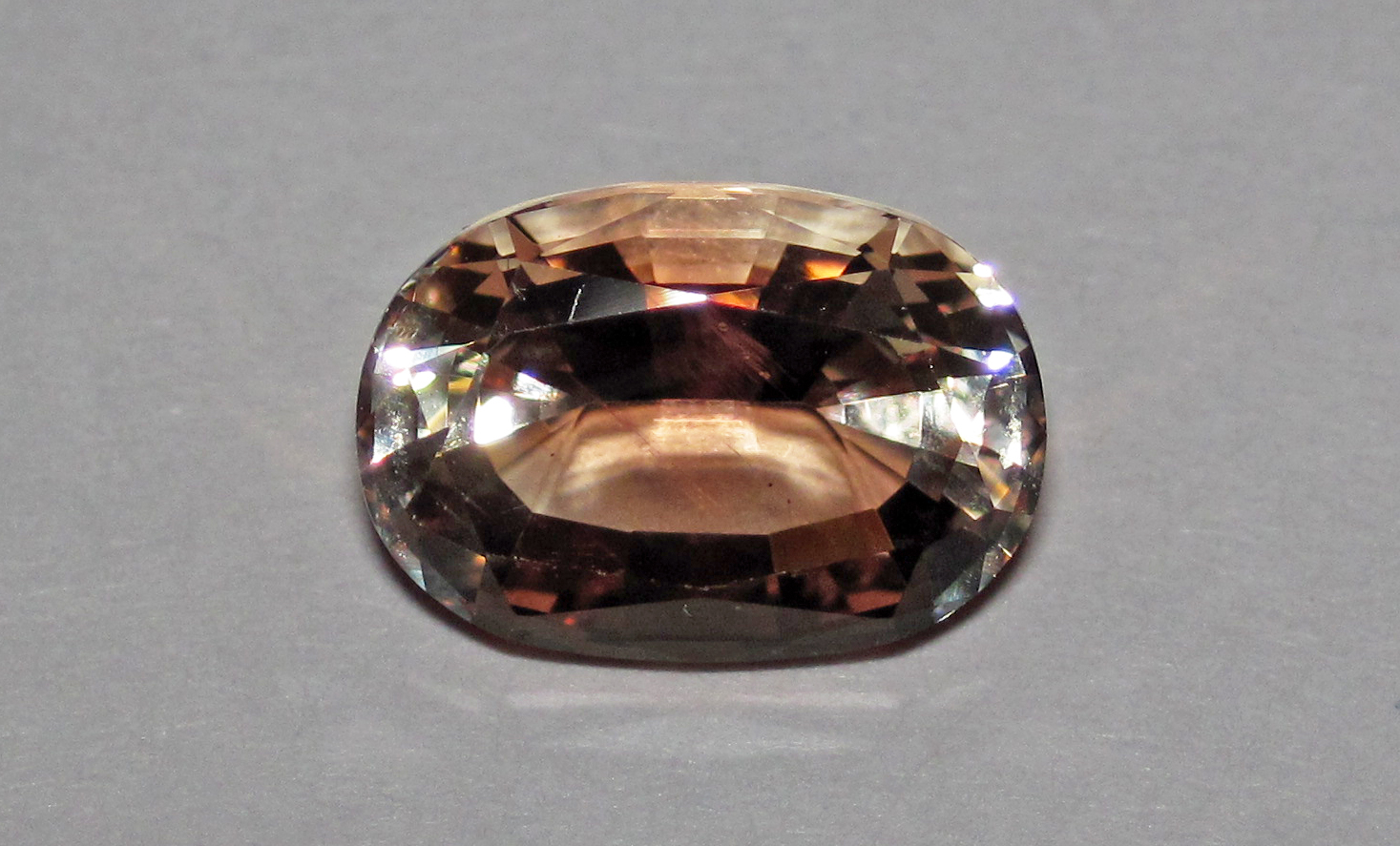
Fasetowany kamień słoneczny
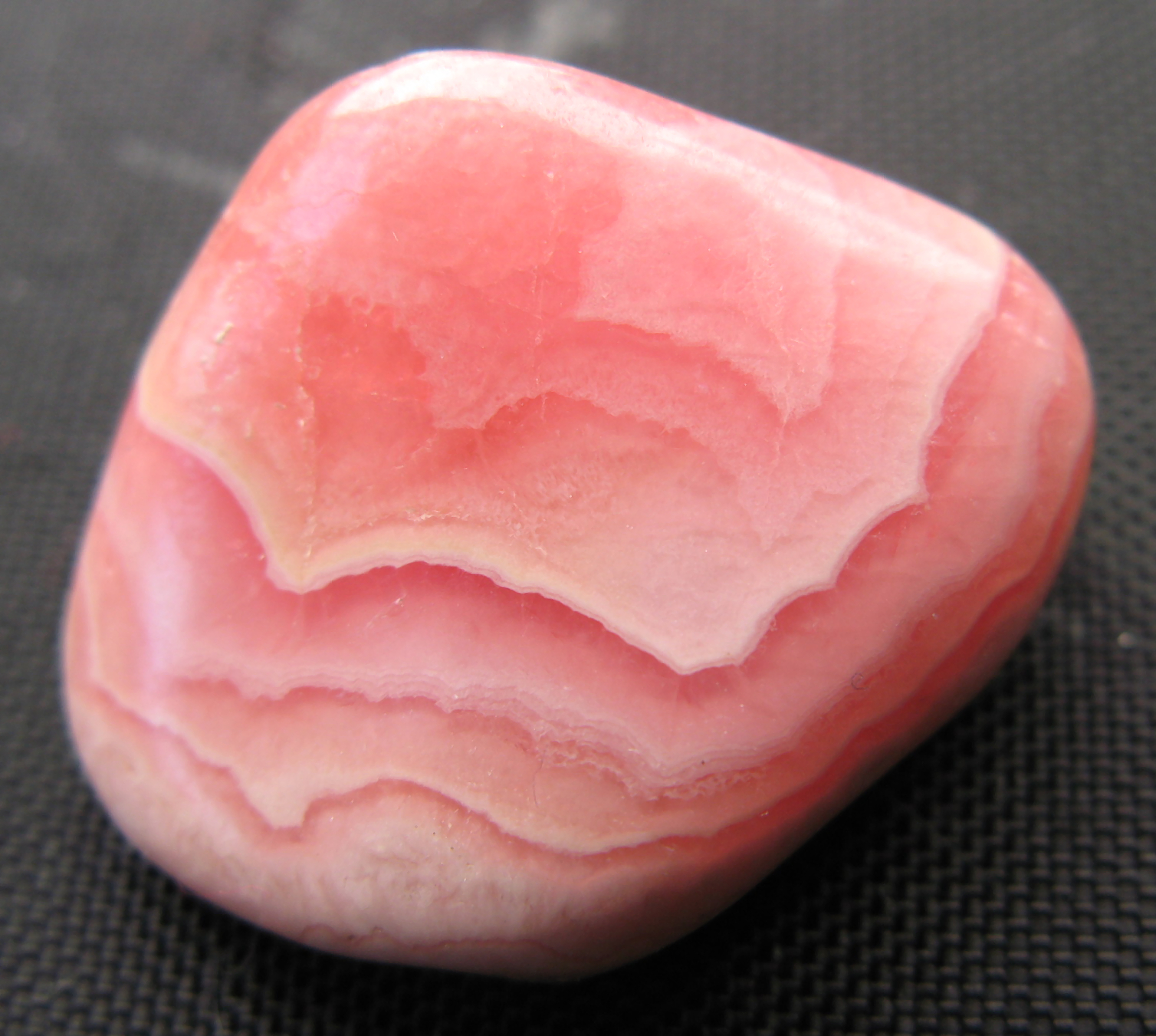
Rodochrozyt
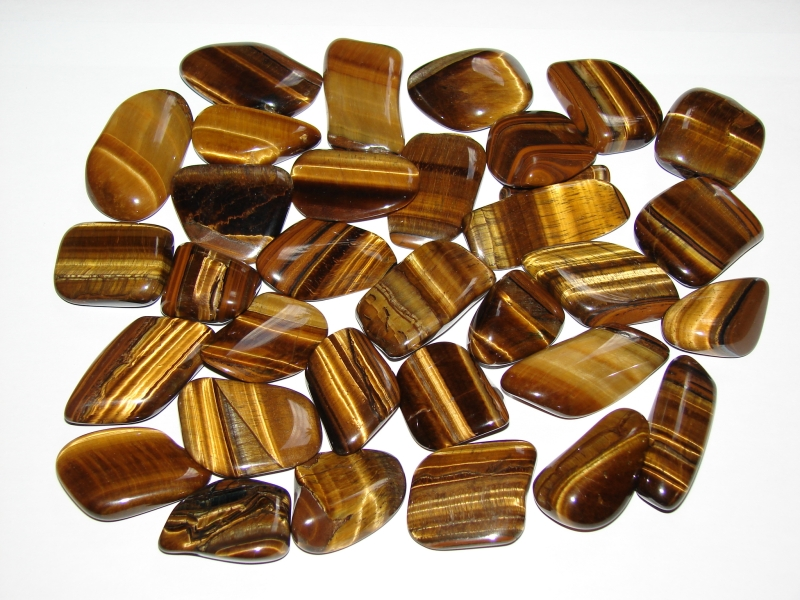
Kwarcowe tygrysie oko
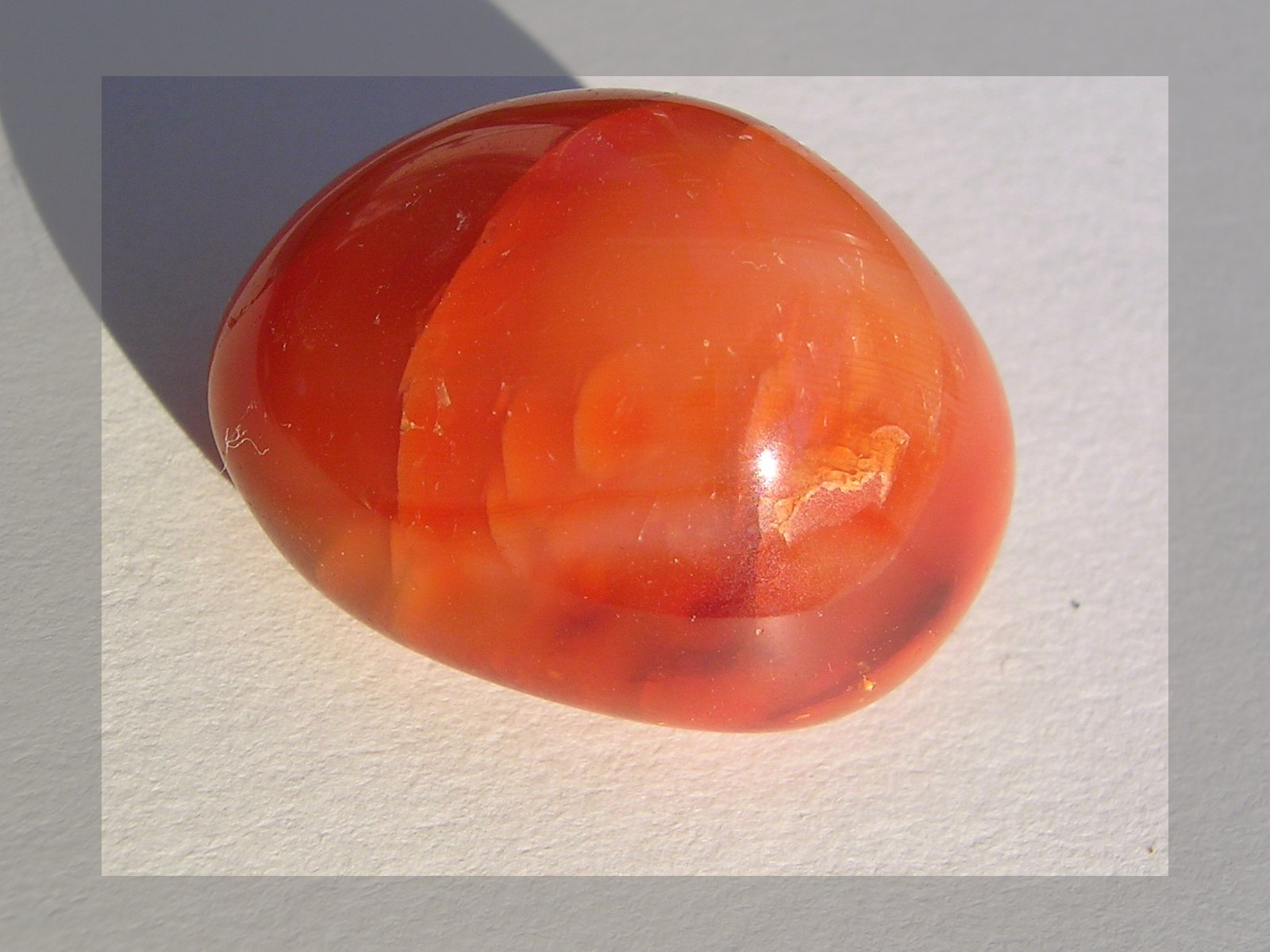
Karneol
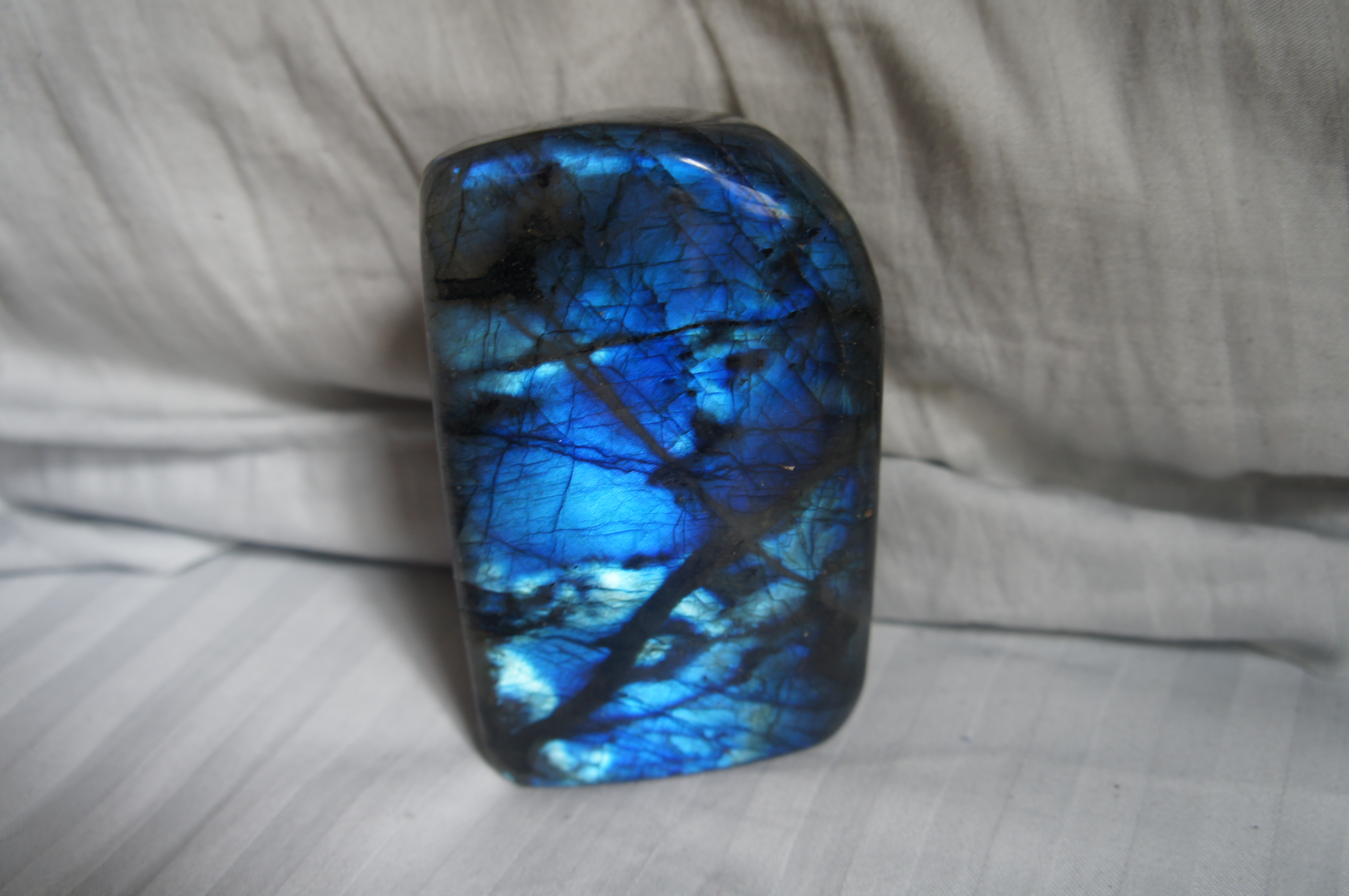
Labradoryt

Kamienie ozdobne – biżuteria i przedmioty
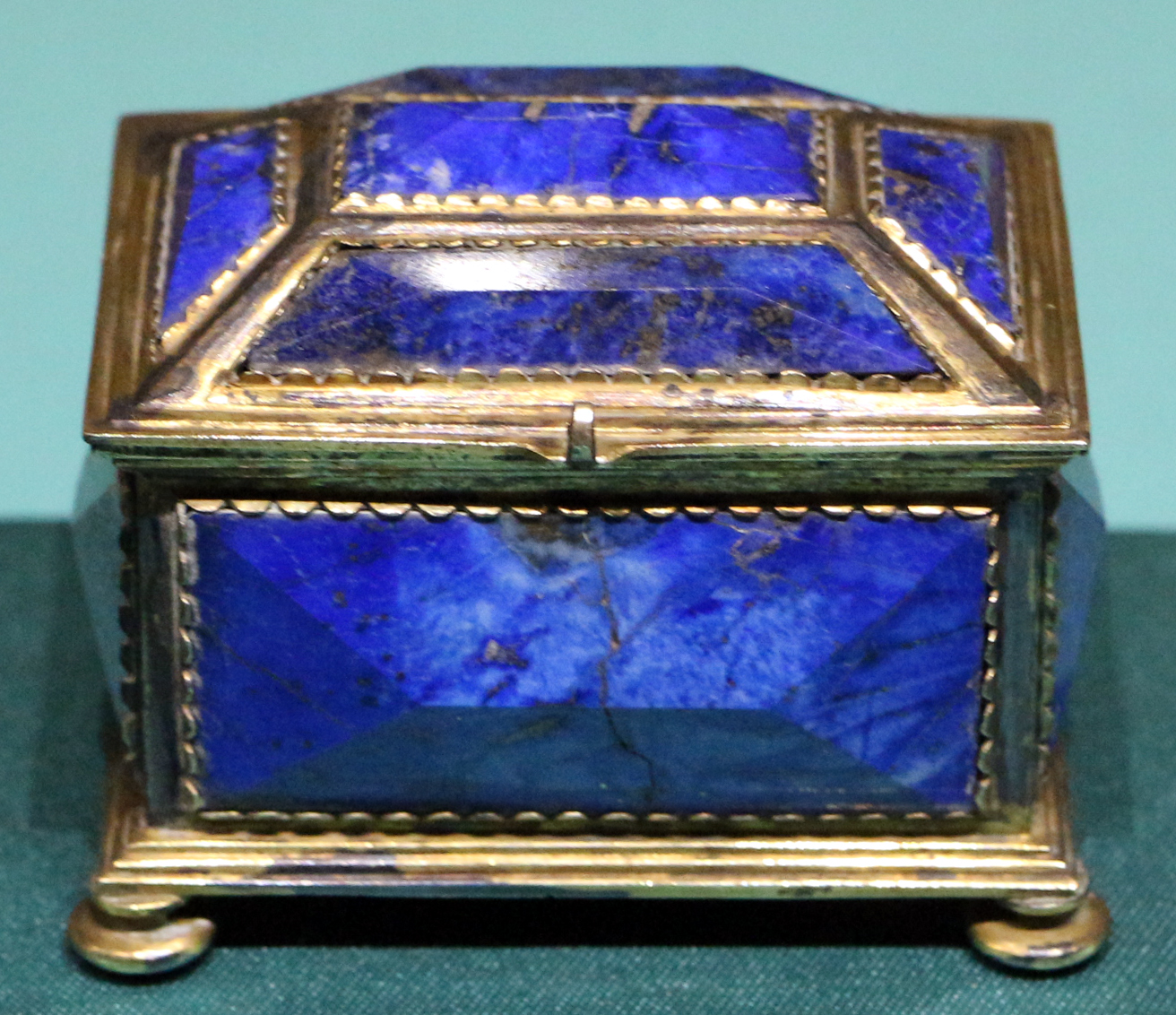
Szkatułka ozdobiona lapis lazuli, 1600-1650 rok
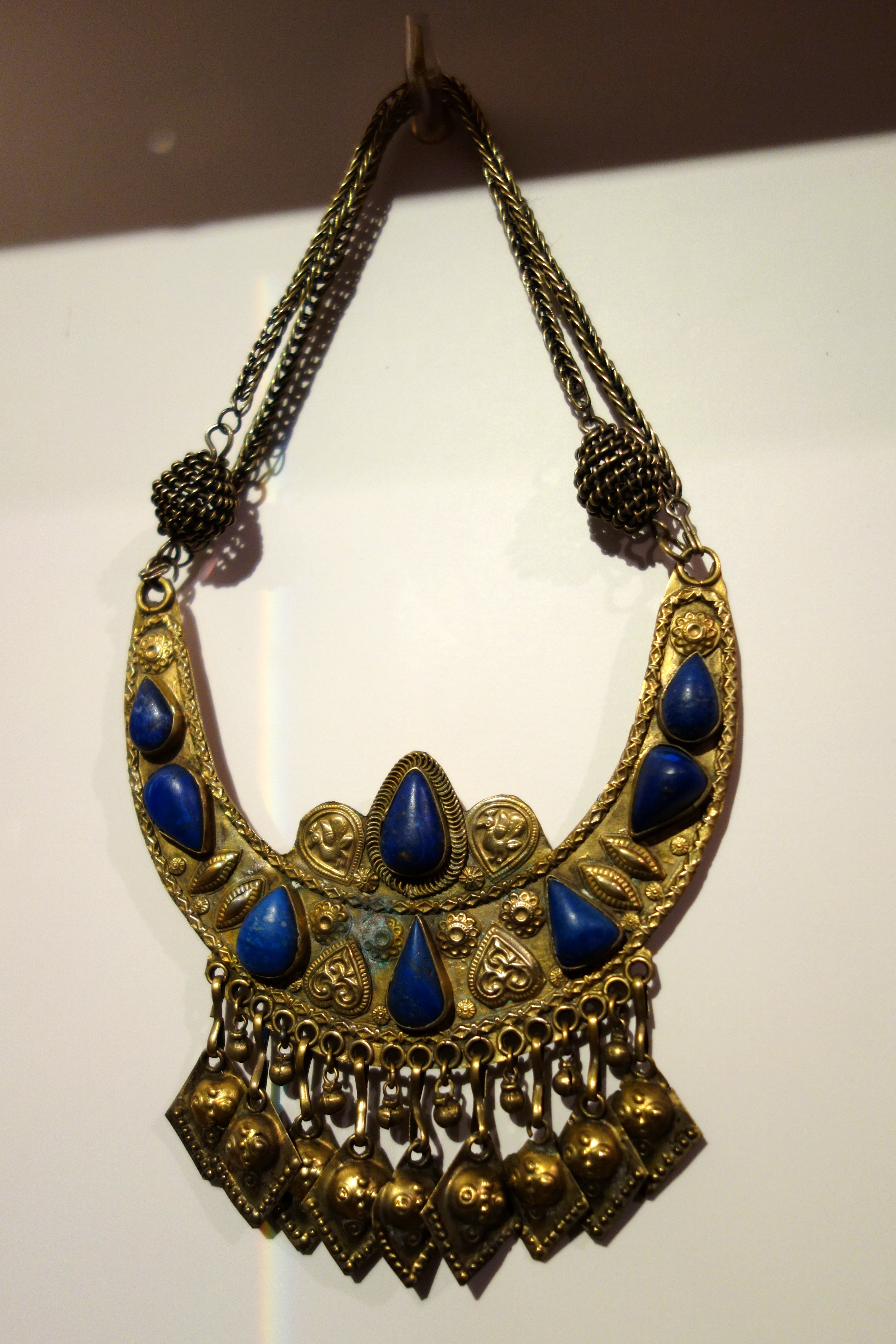
Naszyjnik z lapis lazuli, Afganistan, połowa XX wieku
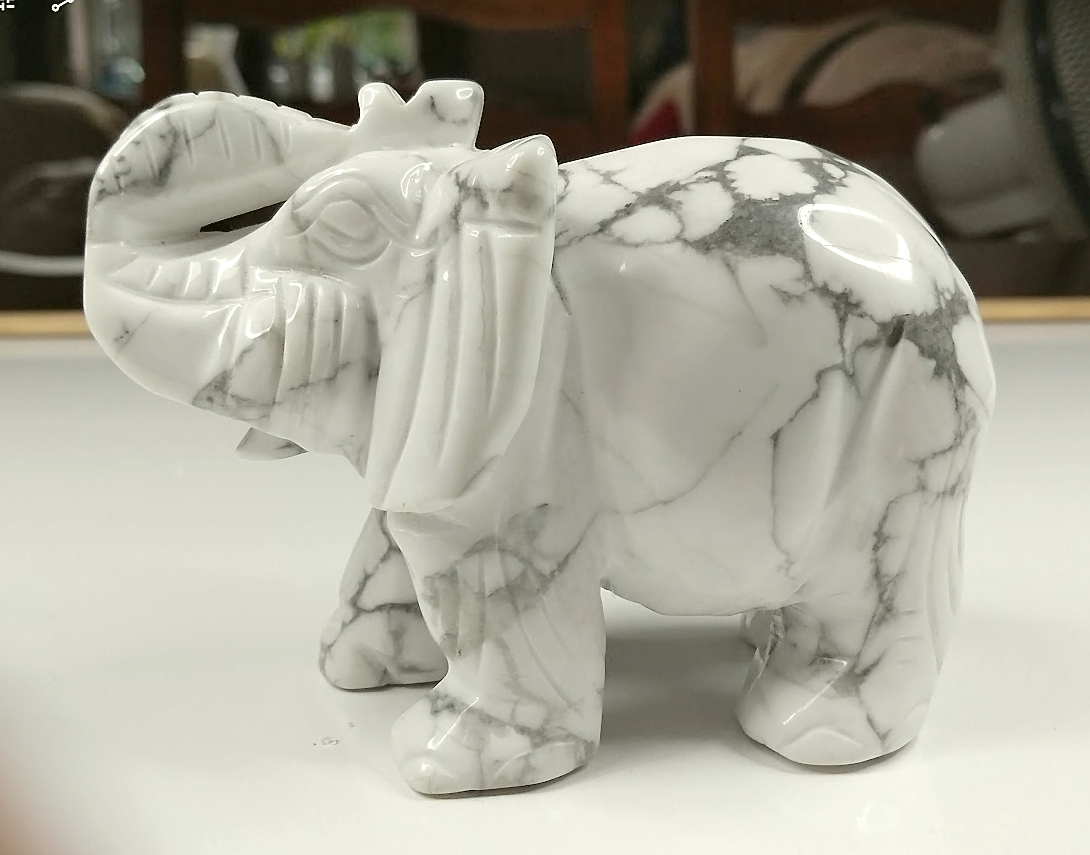
Słoń wyrzeźbiony z howlitu
Pierścionek z turkusami, XVIII wiek
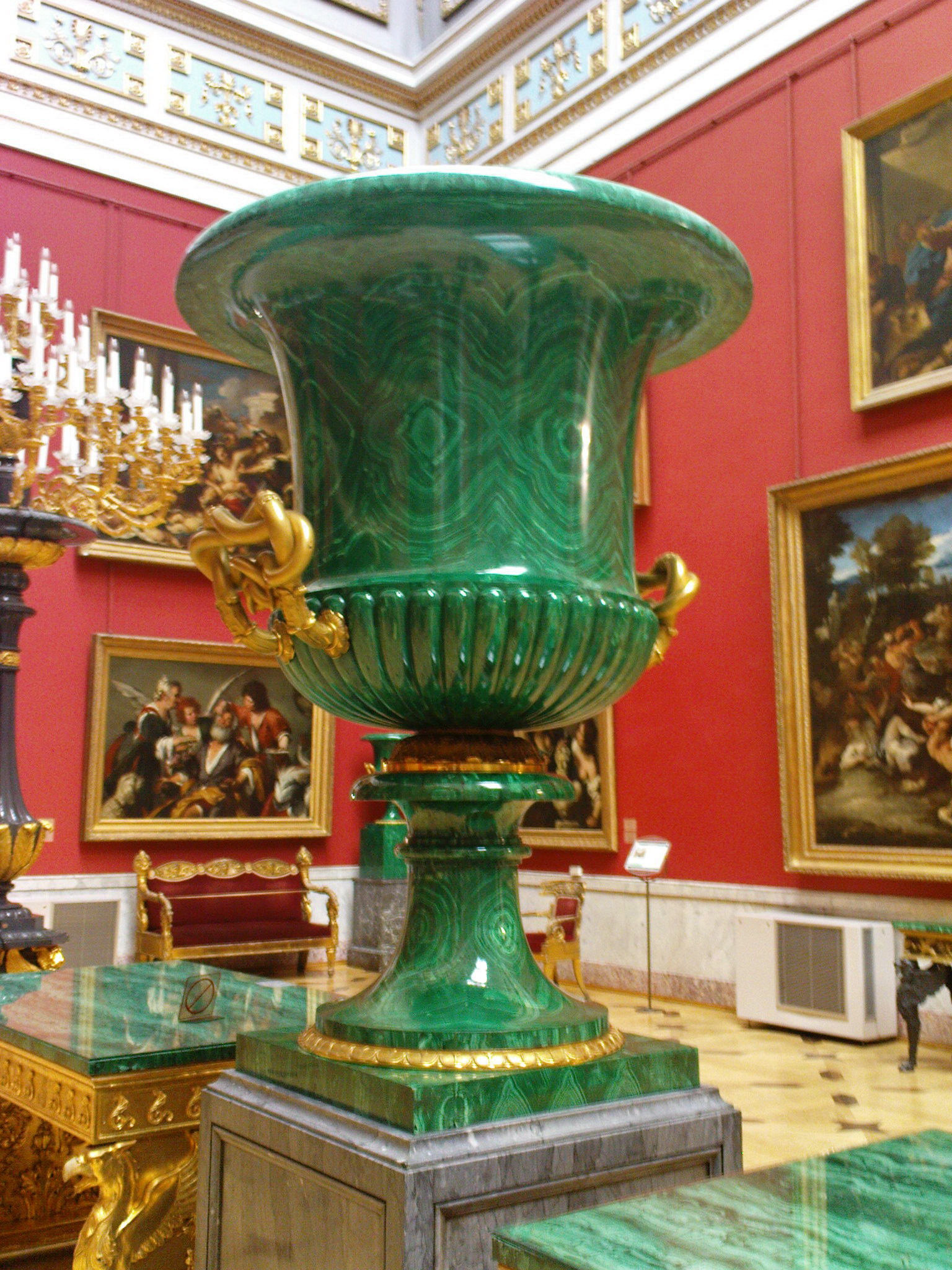
Waza z malachitu, Ermitaż
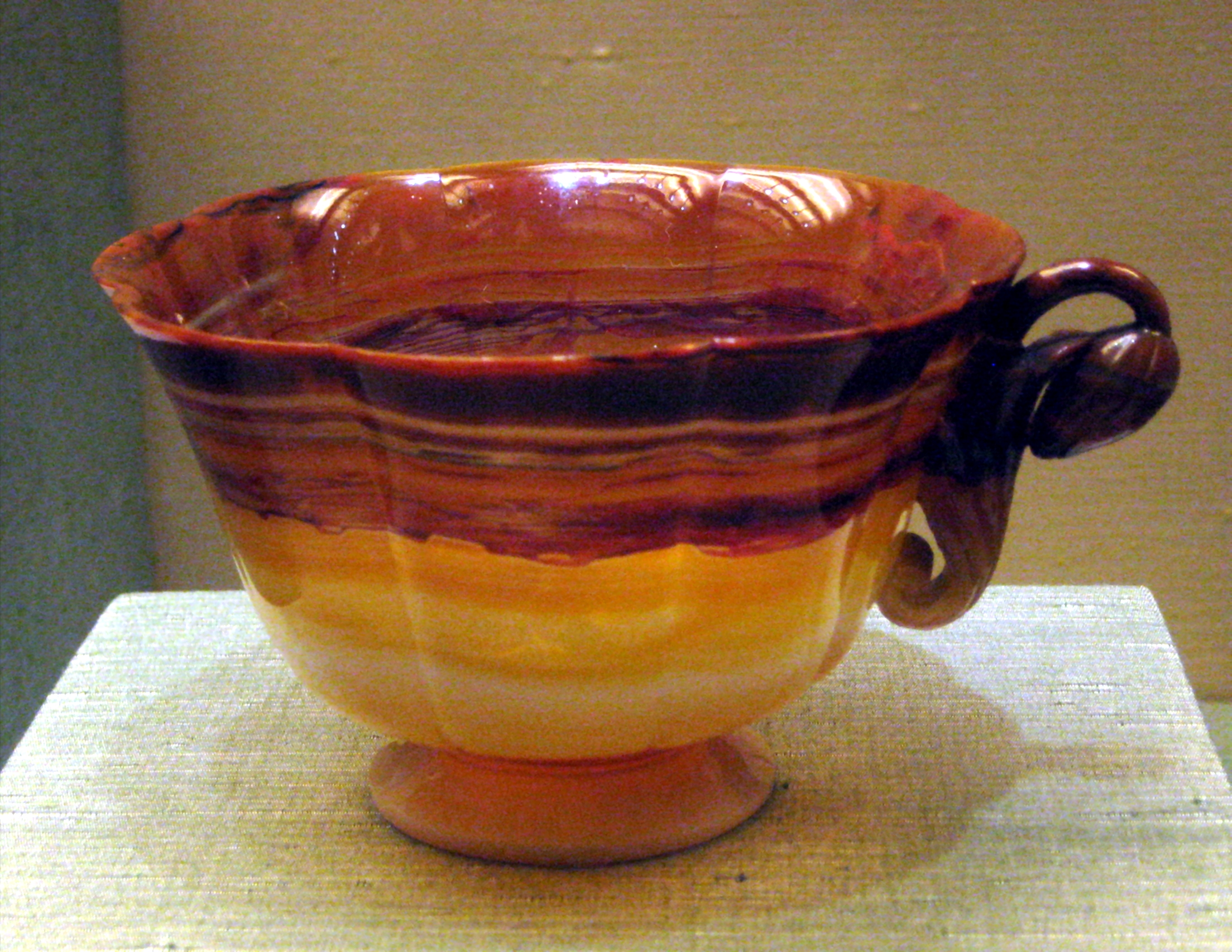
Filiżanka z agatu

Współcześnie na rynku jubilerskim dostępne są nie tylko kamienie ozdobne pochodzenia naturalnego, ale także wyprodukowane przez człowieka jako kamienie syntetyczne (np. syntetyczny lapis lazuli, syntetyczny malachit, syntetyczny turkus – wg metody P. Gilsona otrzymywany w wyniku reakcji chemicznych zachodzących między węglanem miedzi, wodorotlenkiem glinu i kwasem fosforowym, przeprowadzanych w temperaturze 1000°C) lub rekonstruowane (np. turkus w różnych odcieniach, z matriksem lub bez, agat, czarny onyks, howlit, jadeit, jaspis, lapis lazuli, malachit itd).

## Podział wg Fersmana
Jednym z podziałów kamieni ozdobnych (dekoracyjnych) są trzy klasy wyróżnione przez Fersmana:
- I klasa: minerały nieprzezroczyste, np. nefryt i jadeit, lazuryt, niektóre odmiany skaleni (amazonit, labrador), rodonit, malachit, niektóre odmiany kwarcu i chalcedonu.
- II klasa: serpentyn, agalmatolit, onyks, fluoryt.
- III klasa: alabaster, marmur, porfir – architektoniczny materiał dekoracyjny.